# Georges Heylens
Georges Heylens (* 8. August 1941 in Etterbeek, Region Brüssel-Hauptstadt) ist ein ehemaliger belgischer Fußballspieler und -trainer.

## Karriere

### Verein
Heylens begann mit dem Fußballspielen in der Jugend beim RSC Anderlecht, bei dem er bis 1973 seine gesamte Profikarriere verbrachte. In dieser Zeit wurde er siebenmal belgischer Meister und dreimal Pokalsieger. Insgesamt absolvierte er 361 Ligaspiele für Anderlecht, in denen er 10 Tore erzielte. 1970 stand er im Finale des Messestädte-Pokals. Nach einem 3:1-Sieg im Hinspiel vor heimischem Publikum gegen den FC Arsenal verlor Heylens mit Anderlecht das Rückspiel im Highbury-Stadium mit 0:3 und verpasste den Gesamtsieg aus zwei Spielen.

### Trainerkarriere
Nachdem Heylens infolge einer schweren Bänderverletzung 1973 seine Spielerkarriere beenden musste, begann er seine Karriere als Trainer. Nach den Stationen Royale Union Saint-Gilloise, KV Kortrijk und Eendracht Aalst trainierte er in der Saison 1983/84 den RFC Seraing, wofür er zum belgischen Trainer des Jahres gewählt wurde. Es folgten Engagements beim OSC Lille, Beerschot VAV, Charleroi Sporting Club, erneut Seraing, den türkischen Clubs Gençlerbirliği und Gaziantepspor sowie bei KV Mechelen. Nach vier Jahren als Trainer der belgischen Militärnationalmannschaft betreute er bis 2004 noch zwei unterklassige Vereine.
Im Jahr 2006 stand Heylens unter dem Verdacht der Geldwäsche und Bandenbildung, nachdem er von einem griechischen Geschäftsmann einen Scheck über 7,3 Millionen Dollar erhalten hatte.
2008 kehrte Heylens für zwei Jahre noch einmal zum Fußball zurück. Anfang Dezember übernahm er den drittklassigen Verein UR Namur, den er nach schlechtem Start zum Saisonabschluss auf den fünften Platz führte.

### Nationalmannschaft
Heylens debütierte 1961 für die belgische Nationalmannschaft. 1970 stand er im Aufgebot für die Weltmeisterschaft in Mexiko, bei der er in allen drei Vorrundenspielen gegen El Salvador (3:0), die Sowjetunion (1:4) und Mexiko (0:1) zum Einsatz kam. Zwei Jahre später wurde Heylens für die Europameisterschaft 1972 im eigenen Land nominiert. Er wurde in beiden Endrundenspielen, im Halbfinale gegen die BR Deutschland sowie im Spiel um Platz 3 gegen Ungarn, eingesetzt.
Georges Heylens bestritt bis 1973 insgesamt 67 Länderspiele für die belgische Nationalmannschaft, in denen er ohne Torerfolg blieb.